# Ceán Chaffin

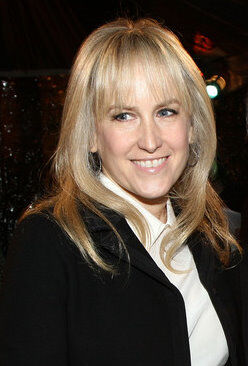
Ceán Chaffin, 2021

Ceán Chaffin (* 26. Juni 1957 als Kimberly Cean Chaffin) ist eine US-amerikanische Filmproduzentin.

## Leben
Chaffin ist insbesondere für ihre Arbeit als Produzentin von Filmen des Regisseurs David Fincher bekannt. Die beiden lernten sich Anfang der 1990er beim Dreh eines Werbespots für Coca-Cola in Japan kennen, bei dem Fincher Regie führte und Chaffin als Produzentin tätig war.
Zu Beginn ihrer Karriere produzierte sie unter anderem die Musikvideos Scream von Michael Jackson und Bedtime Story von Madonna. In Finchers Film Sieben aus dem Jahr 1995 war sie bereits im Abspann erwähnt. Seit dem Film The Game, der 1997 fertiggestellt wurde, produzierte sie alle Filme Finchers, darunter z. B. 2002 Panic Room mit Hauptdarstellerin Jodie Foster.
Für den Film Der seltsame Fall des Benjamin Button erhielt sie bei der Oscarverleihung 2009 gemeinsam mit Kathleen Kennedy und Frank Marshall eine Nominierung in der Kategorie Bester Film. Auch bei den BAFTA Awards und den PGA Awards war der Film nominiert.
2011 war Chaffin für The Social Network über den Facebook-Gründer Mark Zuckerberg, diesmal mit Scott Rudin, Michael De Luca und Dana Brunetti, erneut für einen Oscar für den besten Film nominiert.

## Filmografie (Auswahl)
Producer
- 1997: The Game
- 1999: Fight Club
- 2002: Panic Room
- 2007: Zodiac – Die Spur des Killers (Zodiac)
- 2008: Der seltsame Fall des Benjamin Button (The Curious Case of Benjamin Button)
- 2010: The Social Network
- 2011: Verblendung (The Girl with the Dragon Tattoo)
- 2014: Gone Girl – Das perfekte Opfer (Gone Girl)
- 2020: Mank
- 2023: Der Killer (The Killer)

Executive Producer
- 2017–2019: Mindhunter (Fernsehserie, 19 Episodes)